# Farsta gårds gravfält

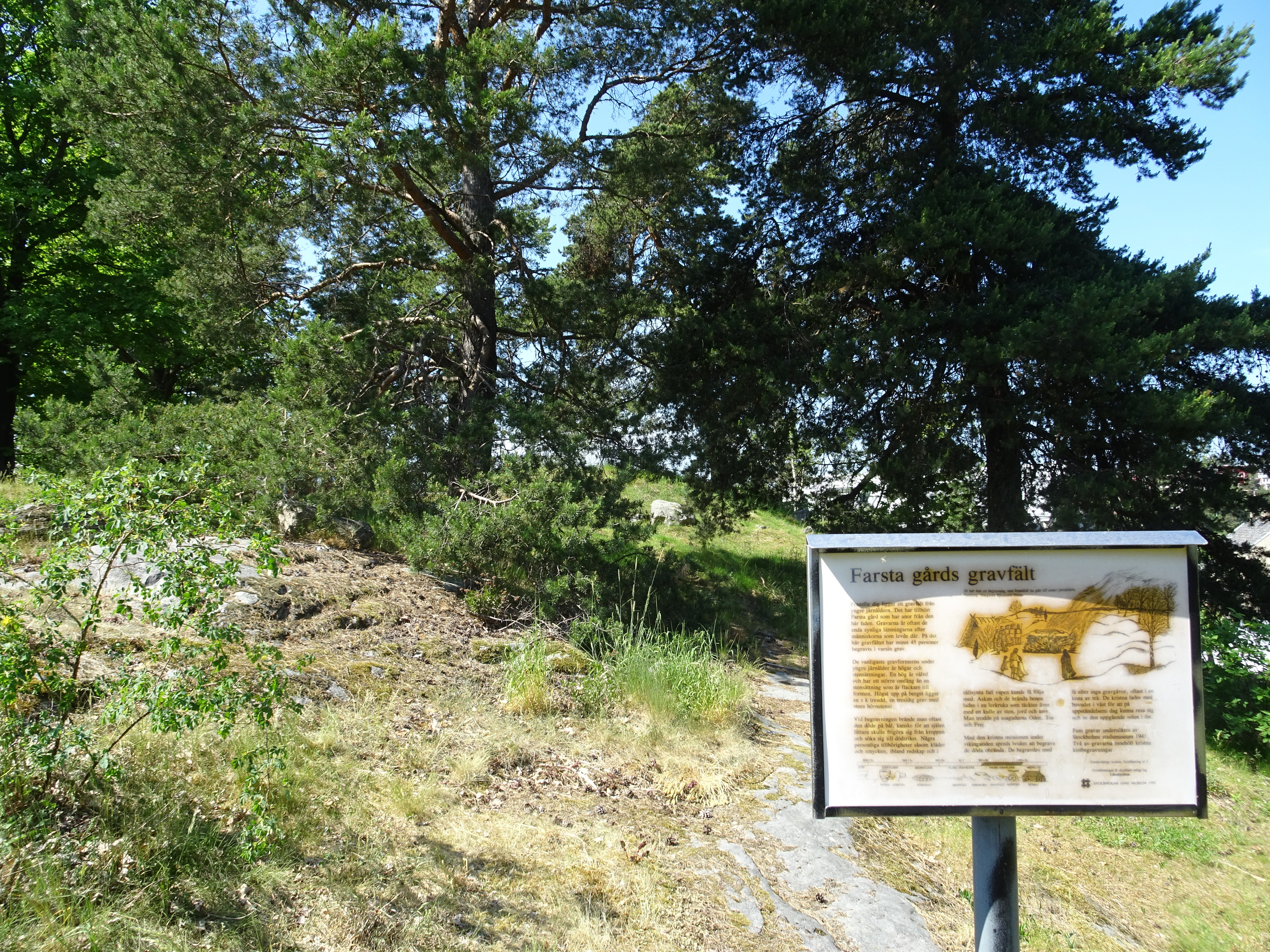
Farsta gårds gravfält, 2018.

Farsta gårds gravfält är en begravningsplats från yngre järnålder tillhörigt Farsta gård, belägen på en kulle vid Gustavsbergs hamn i Värmdö kommun. 

## Beskrivning
Gravfältet har tillhört bosättningen Farsta gård som låg i närheten (nuvarande Farsta slott). Totalt finns 45 synliga gravar varav fem undersöktes arkeologiskt av Stockholms stadsmuseum år 1941. Man fann bland annat järnnitar, brända ben, delar av ett lerkärl och fyra glaspärlor. Två av de undersökta gravarna visade sig dessutom innehålla kistgropar vilket kan tyda på att de givits en kristen begravning, då kroppar i förkristna gravar vanligen bränts. Gravfältet dateras alltså till övergången mellan järnålder och medeltid, då kristendomen fick fäste. Högst upp på kullens topp finns en så kallad treudd med tre tydliga hörnstenar.

## Bilder

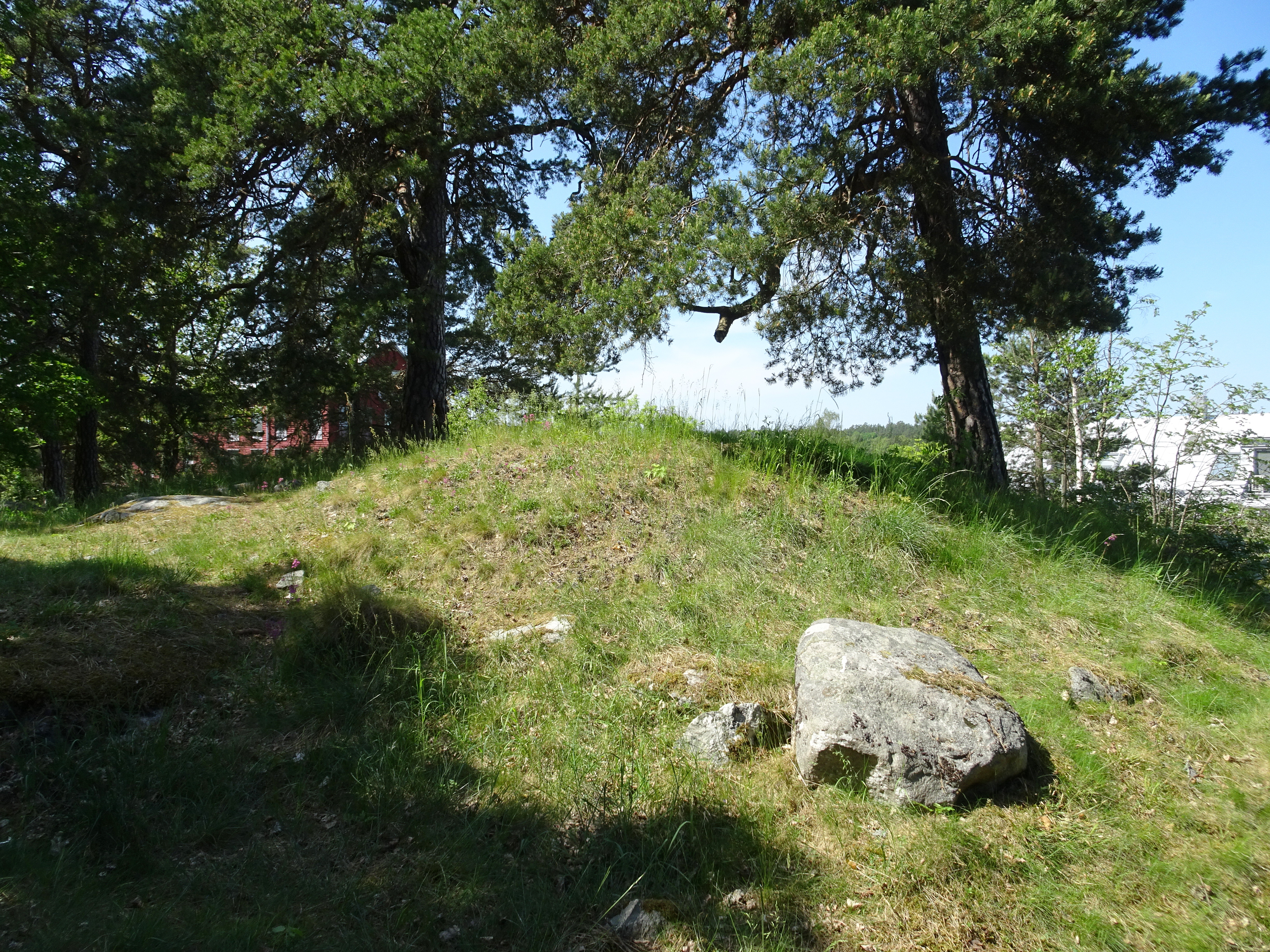
Treudden
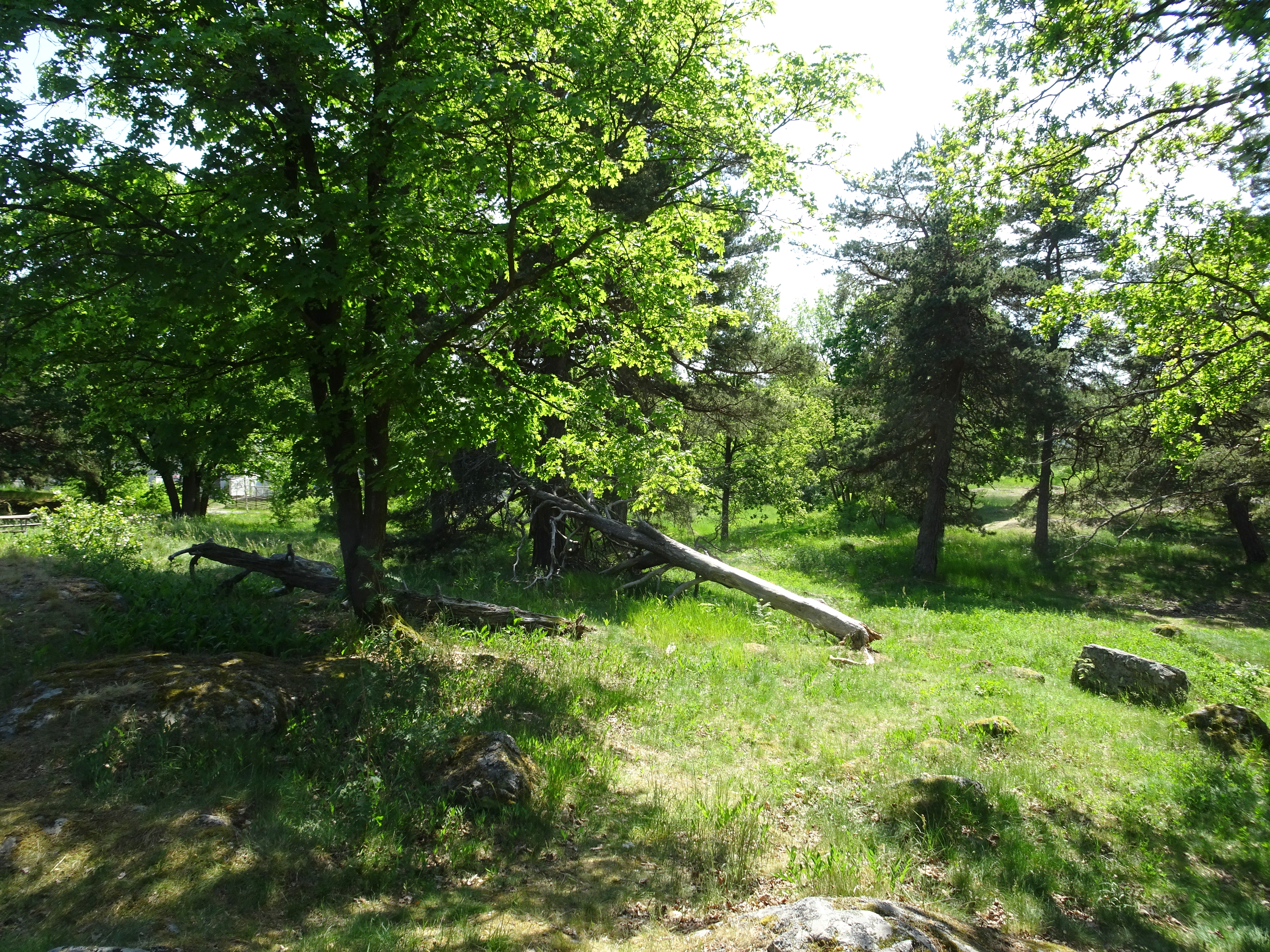
Vy från treudden
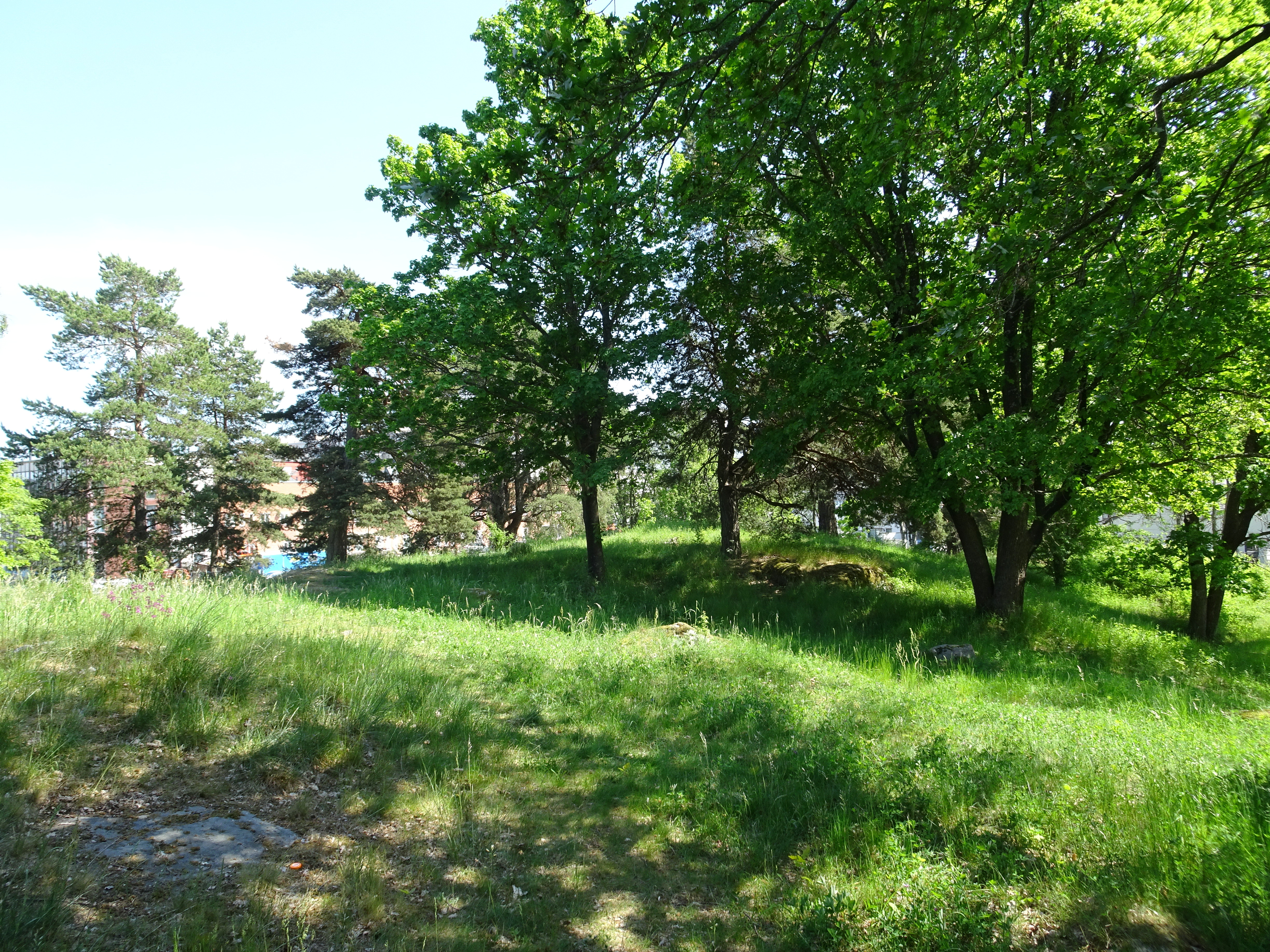
Gravhögar
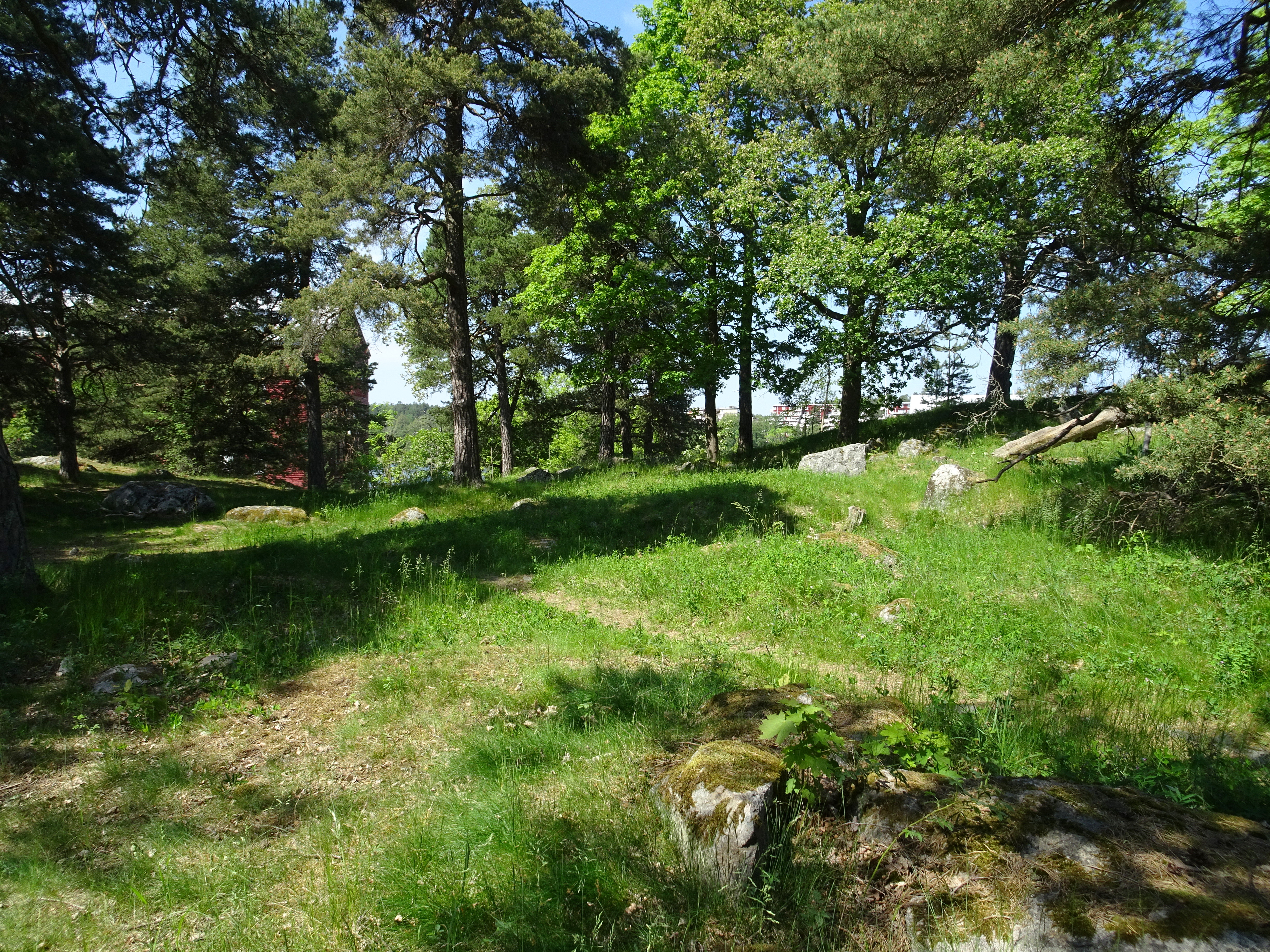
Gravhögar